# Cimetière militaire de Foreste

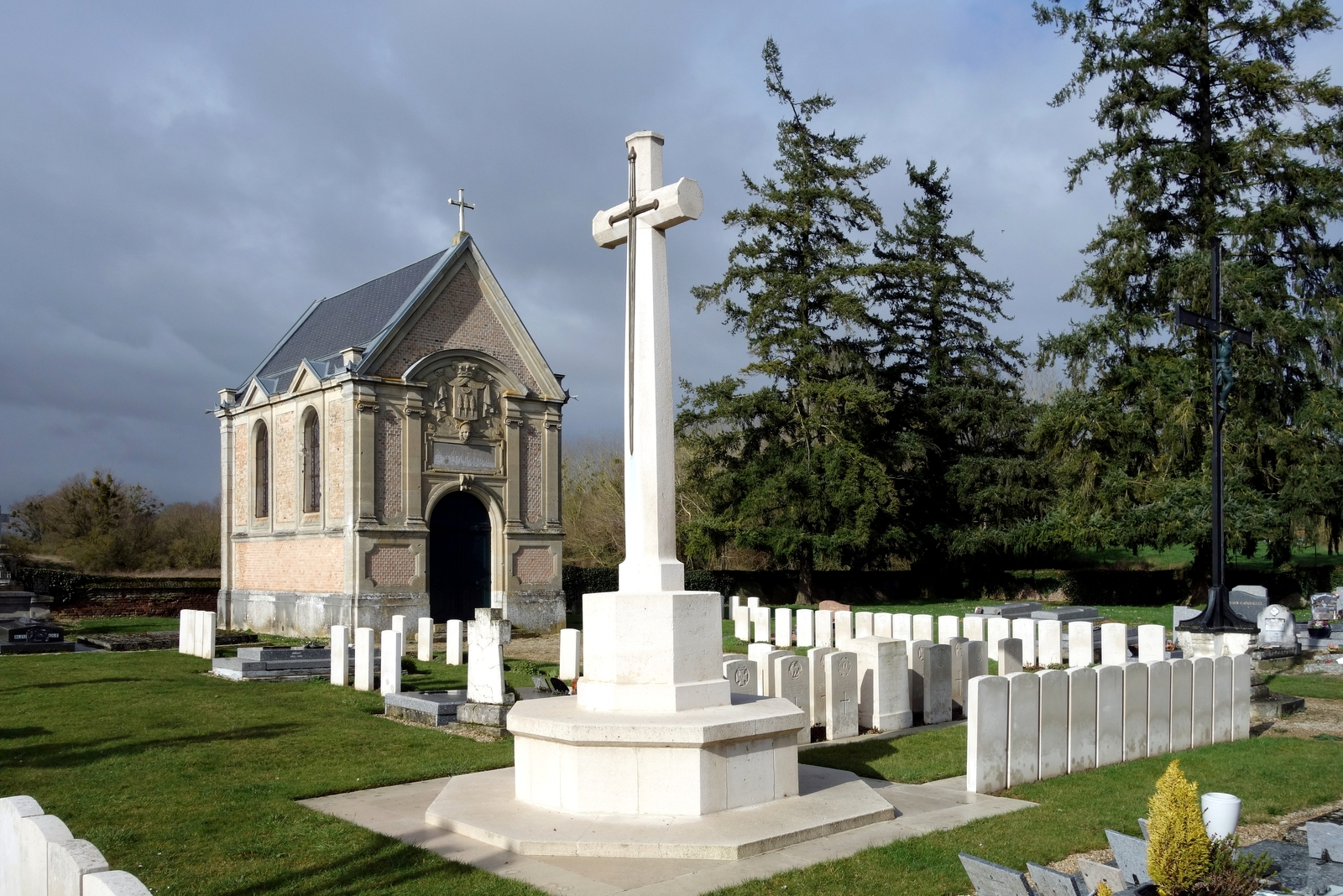
Cimetière militaire britannique de Foreste

Le Cimetière militaire de Foreste (Foreste Communal Cemetery) est un cimetière militaire de la Première Guerre mondiale situé sur le territoire de la commune de Foreste, Aisne.

## Localisation
Ce cimetière est situé dans le cimetière communal, rue de la gare.

## Historique
Foreste a été occupé par les Allemands dès le début de la guerre en août 1914. Il n'a été repris en avril 1917 où de violents combats se sont déroulés, ainsi qu'en janvier, mars, septembre et enfin octobre 1918, date à laquelle le village a été définitivement conquis par les troupes britanniques.

## Caractéristique
La plupart des importants cimetières militaires britanniques situés à l'intérieur d'un cimetière communal sont bien délimités, entourés d'une haie ou d'un muret et les tombes sont regroupées. Ce n'est pas le cas dans ce cimetière où les soldats tombés au combat ont été inhumés au milieu des tombes civiles, là où il y avait de la place.
Le cimetière communal de Foreste a été créé par la 92e ambulance de campagne en avril 1917 et plus tard par la 61e division (South Midland). Il contient 117 sépultures du Commonwealth de la Première Guerre mondiale, 22 d'entre elles sont non identifiées et un monument commémoratif spécial est érigé à 23 victimes enterrées par les Allemands dont la tombe n'a pu être retrouvée.

## Galerie

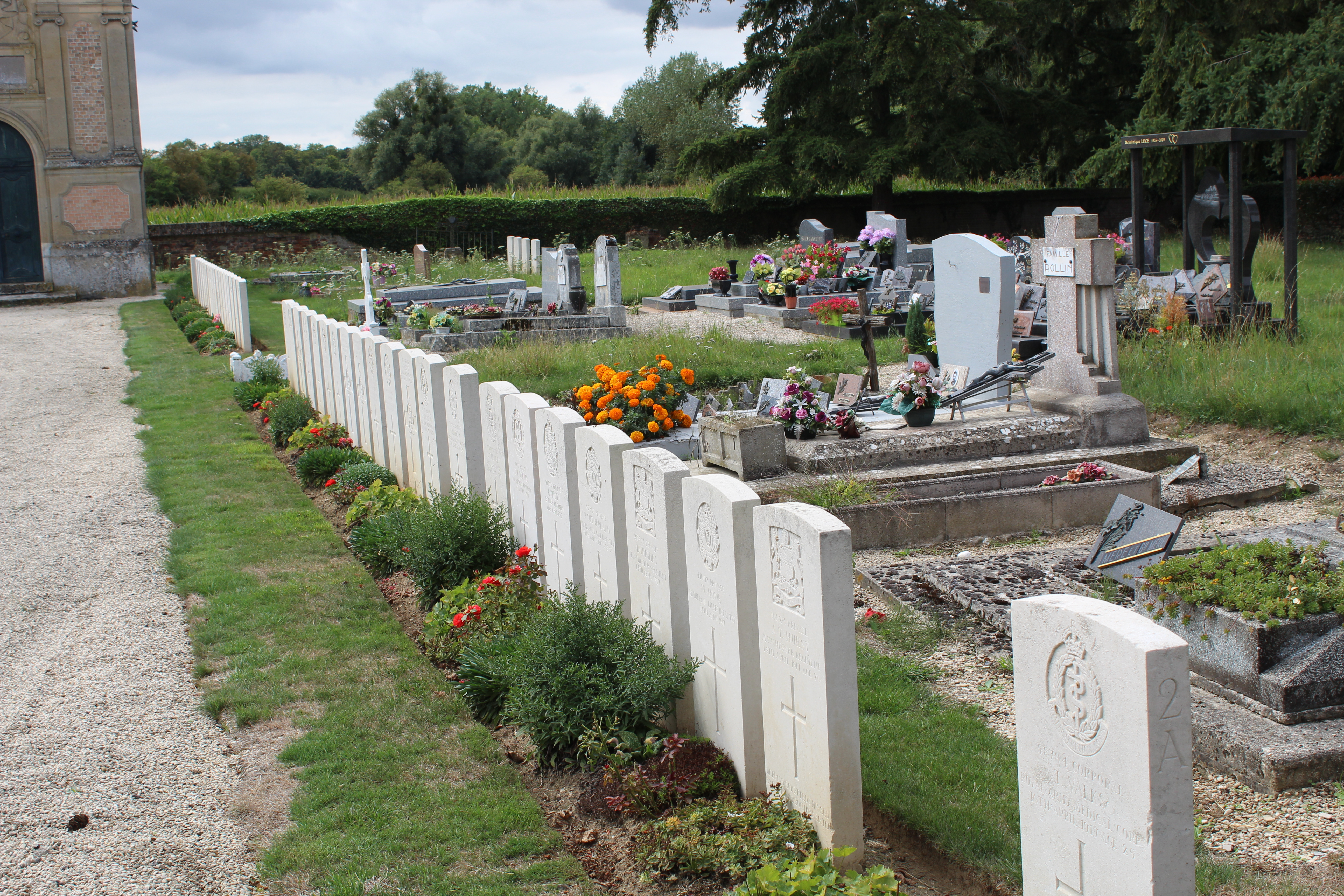
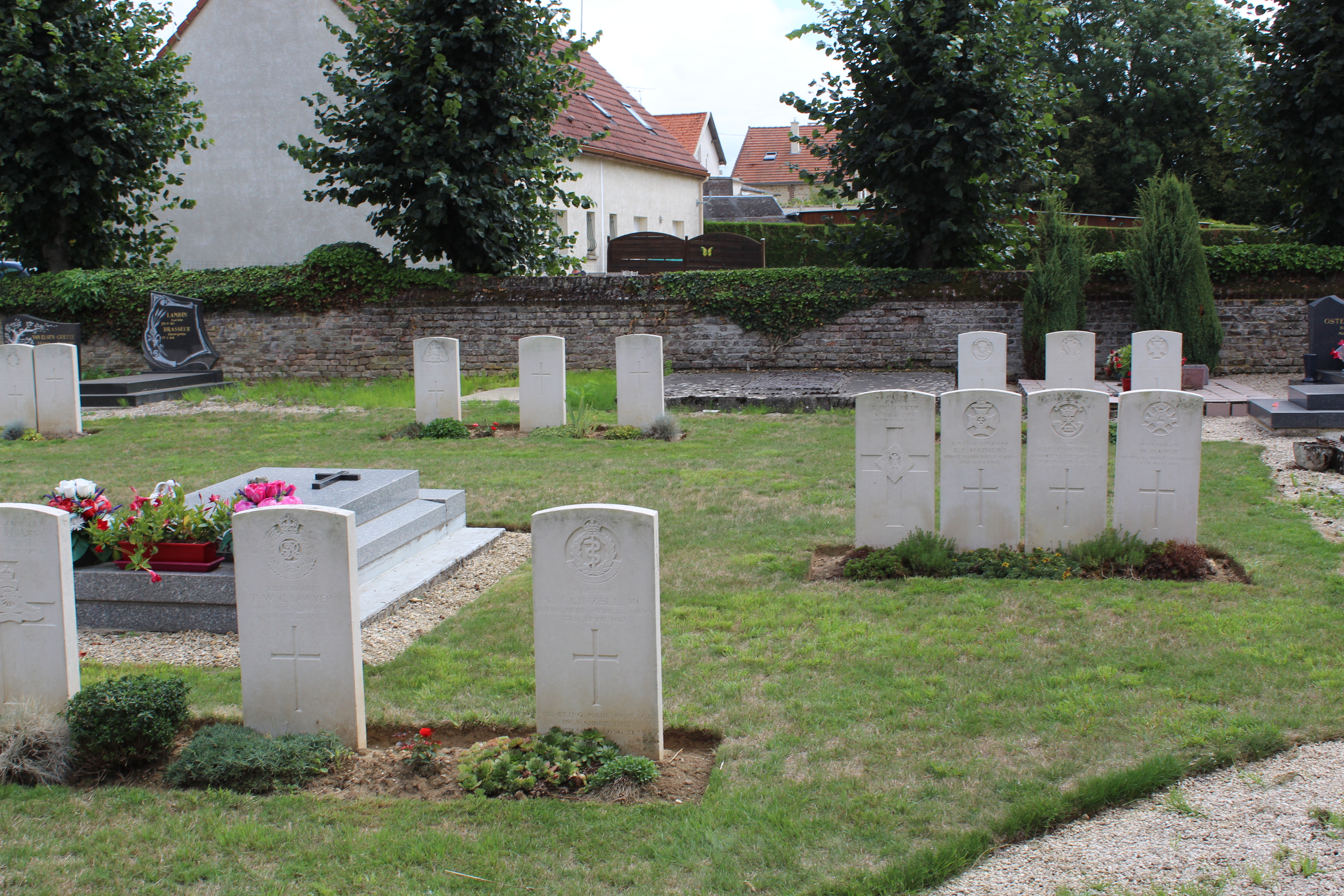
Quelques tombes disséminées parmi les tombes civiles.
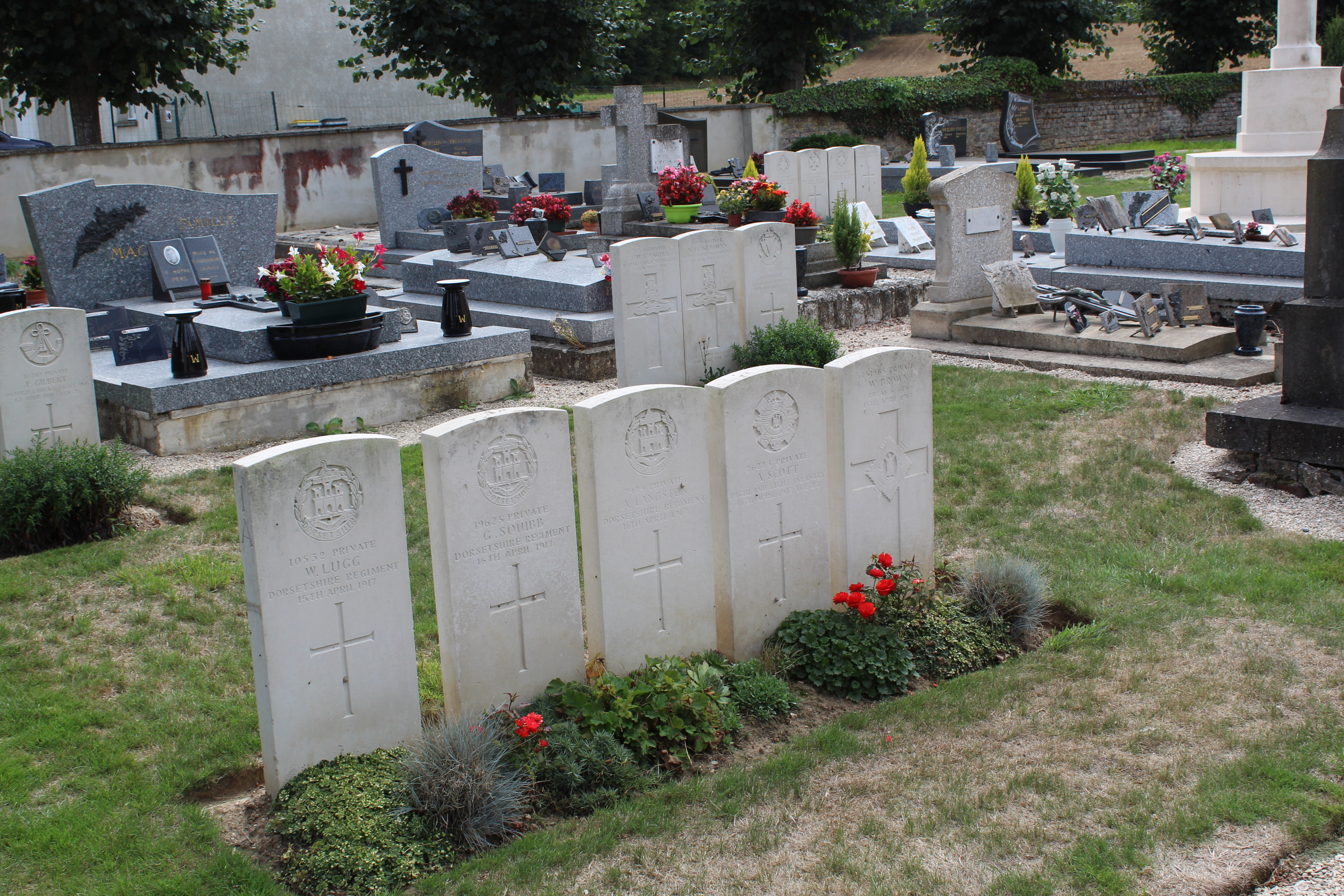
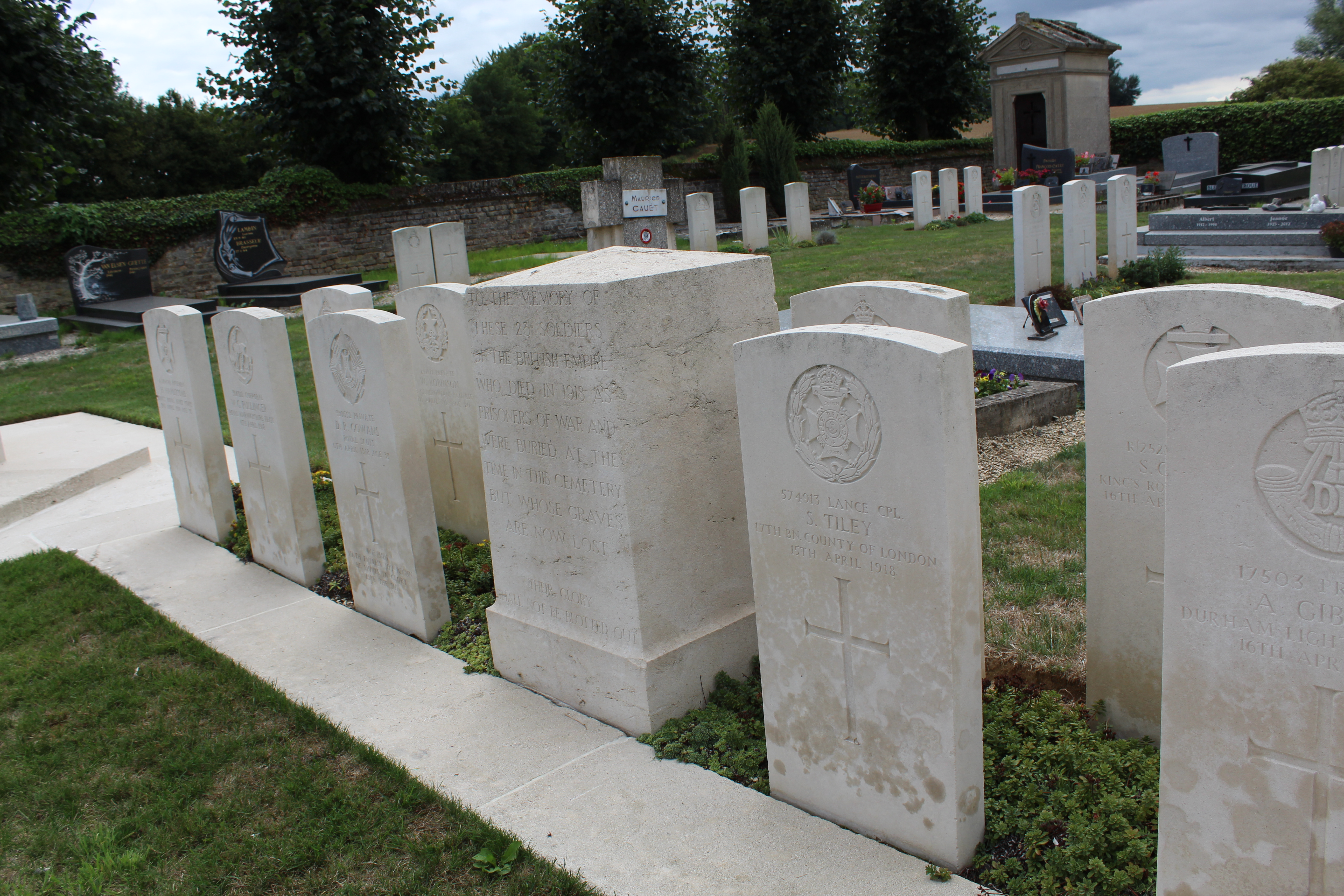
Monument commémoratif
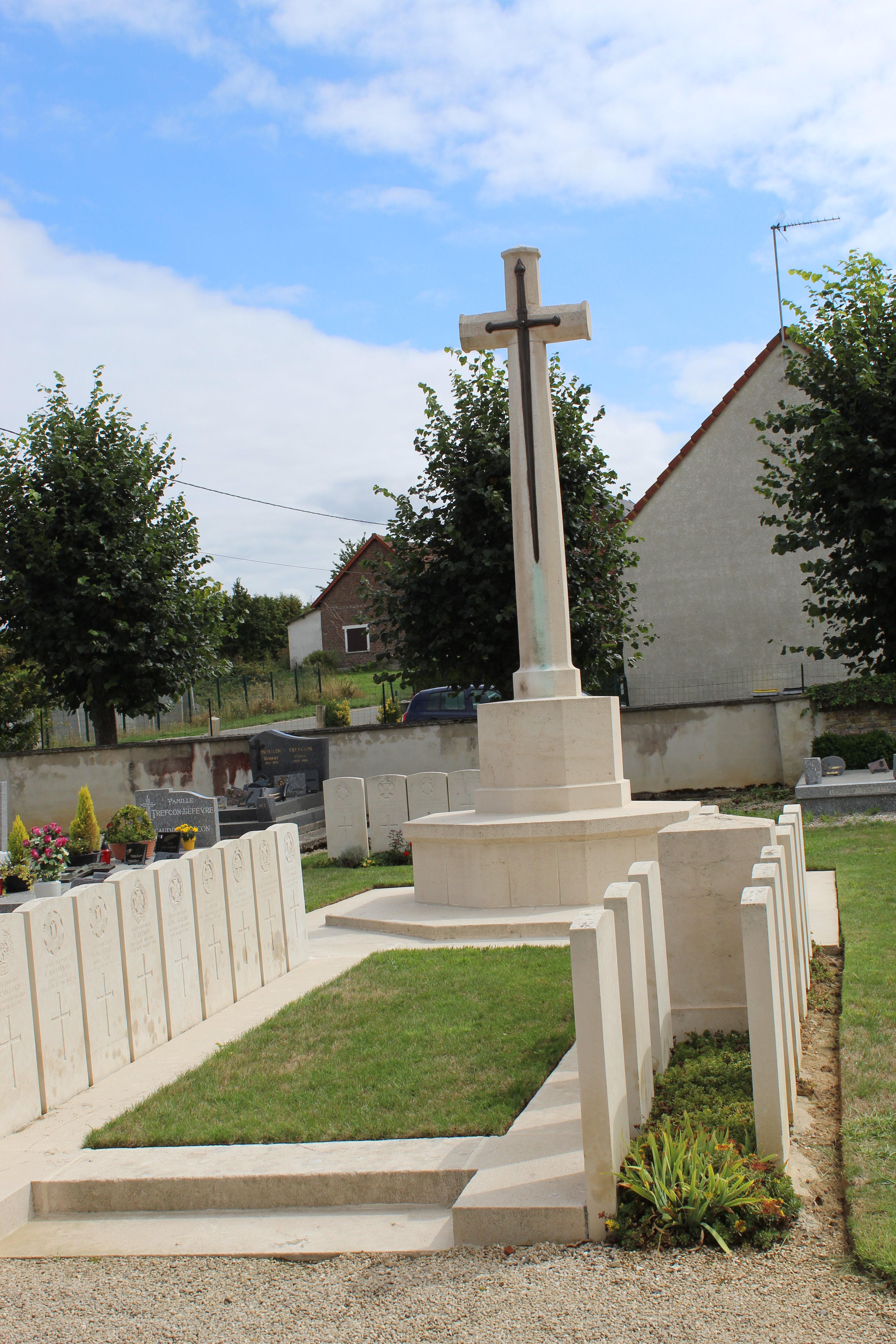

## Sépultures
| Pays        | Sépultures |
| ----------- | ---------- |
| Royaume-Uni | 117        |